# Parceria limitada
Uma parceria limitada (PL) é uma forma de parceria semelhante a uma parceria geral, exceto que, embora uma parceria geral deva ter pelo menos dois parceiros gerais (GPs), uma parceria limitada deve ter pelo menos um GP e pelo menos um parceiro limitado.
Os GPs estão, em todos os aspectos principais, na mesma posição legal dos sócios de uma empresa convencional: eles têm controle gerencial, compartilham o direito de usar propriedades de parceria, compartilham os lucros da empresa em proporções predefinidas e têm responsabilidade solidária pelas dívidas da parceria.
Como em uma parceria geral, os GPs têm autoridade real, como agentes da empresa, para vincular a parceria em contratos com terceiros que estão no curso normal dos negócios da parceria. Tal como acontece com uma parceria geral, "um ato de um parceiro geral que aparentemente não é para levar a cabo no curso normal as atividades da sociedade limitada ou as atividades do tipo exercida pela sociedade limitada, vincula a sociedade limitada somente se o ato foi realmente autorizado por todos os outros parceiros".

## Antecedentes da responsabilidade limitada
Como os acionistas de uma corporação, sócios limitados têm responsabilidade limitada. Isso significa que os sócios limitados não têm autoridade administrativa e (a menos que se obriguem por um contrato separado, como uma garantia), não são responsáveis pelas dívidas da parceria. A parceria limitada fornece aos parceiros limitados um retorno sobre seu investimento (semelhante a um dividendo), cuja natureza e extensão são geralmente definidas no contrato de parceria. Os Parceiros Gerais, portanto, têm mais riscos econômicos do que os parceiros limitados e, em caso de perda financeira, os GPs são os que são pessoalmente responsáveis.
Os parceiros limitados estão sujeitos às mesmas teorias de alteração do ego que os acionistas corporativos. No entanto, é mais difícil perfurar o véu de parceria limitada, porque as parcerias limitadas não têm muitas formalidades para manter. Enquanto a parceria e os membros não combinarem fundos, seria difícil furar o véu.
Os interesses da parceria (incluindo os interesses de parceiros limitados) recebem um nível significativo de proteção por meio do mecanismo de ordem de cobrança. A ordem de cobrança limita o credor de um parceiro devedor ou membro do devedor à parte das distribuições do devedor, sem conferir ao credor quaisquer direitos de voto ou de administração.[carece de fontes?]
Quando a parceria está sendo constituída ou a composição da empresa está mudando, geralmente são necessárias parcerias limitadas para arquivar documentos no escritório de registro estadual relevante. Os parceiros limitados devem divulgar explicitamente seu status ao lidar com outras partes, para que essas partes notifiquem que o indivíduo que negocia com eles tem responsabilidade limitada. É habitual que a documentação e os materiais eletrônicos emitidos ao público pela empresa mantenham uma declaração clara identificando a natureza jurídica da empresa e listando os parceiros separadamente como geral e limitado. Assim, ao contrário dos GPs, os sócios não têm inerente agência autoridade para obrigar a empresa a menos que sejam posteriormente estendeu como agentes (e assim criar uma agência por preclusão); ou atos de ratificação pela empresa criam autoridade ostensiva.
Parcerias limitadas são distintas de parcerias de responsabilidade limitada, nas quais todos os parceiros têm responsabilidade limitada. Em algumas jurisdições, a responsabilidade limitada dos parceiros limitados depende da sua não participação na administração.

## História
O publicanorum societates, que surgiu em Roma no século III a.C., pode ter sido sem dúvida a mais antiga forma de sociedade limitada. Durante o auge do Império Romano, eles eram aproximadamente equivalentes às empresas de hoje. Alguns tinham muitos investidores e os interesses eram publicamente negociáveis. No entanto, eles exigiram pelo menos um (e muitas vezes vários) parceiros com responsabilidade ilimitada.

### Raízes do conceito
De acordo com Jairo Banaji, os Qirad e mudaraba instituições na lei islâmica e jurisprudência econômica foram semelhantes à parceria limitada moderna. Na Itália medieval, uma organização comercial conhecida como commenda apareceu no século X, que geralmente era usada para financiar o comércio marítimo. Em um elogio, o comerciante viajante do navio tinha responsabilidade limitada e não era responsabilizado se o dinheiro fosse perdido desde que o comerciante não tivesse violado as regras do contrato. Por outro lado, seus parceiros de investimento em terra tinham responsabilidade ilimitada e estavam expostos a riscos. Um elogio não era uma forma comum para um empreendimento comercial de longo prazo, pois ainda se esperava que a maioria dos negócios de longo prazo estivesse protegida contra os ativos de seus proprietários individuais. Como instituição, a comenda é muito semelhante ao qirad, mas se o qirad se transformou em comenda ou as duas instituições evoluíram independentemente, não pode ser afirmado com certeza. No Império Mongol, as características contratuais de uma parceria mongol- ortoq se assemelhavam às dos acordos de qirad e de comenda, no entanto, os investidores mongóis não eram constrangidos usando metais preciosos não revestidos e bens comercializáveis para investimentos em parceria e executavam empréstimos de dinheiro. Além disso, as elites mongóis formaram parcerias comerciais com comerciantes de cidades italianas, incluindo a família de Marco Polo.
A Portaria de Colbert (1673) e o Código Napoleônico (1807) reforçaram o conceito de parceria limitada no direito europeu. Nos Estados Unidos, parcerias limitadas tornaram-se amplamente disponíveis no início do século XIX, embora várias restrições legais na época as tornassem impopulares para empreendimentos comerciais. A Grã-Bretanha promulgou seu primeiro estatuto de parceria limitada em 1907.

## Variações regionais
Para obter uma lista dos tipos de empresa e outros tipos de negócios por país, consulte Tipos de entidade comercial.

### Estados Unidos
Nos Estados Unidos, a organização de parceria limitada é mais comum entre empresas de produção cinematográfica e projetos de investimento imobiliário, ou em tipos de negócios focados em um projeto de prazo único ou de prazo limitado. Eles também são úteis em parcerias de "capital de trabalho", nas quais um ou mais financiadores preferem contribuir com dinheiro ou recursos enquanto o outro parceiro realiza o trabalho real. Em tais situações, a responsabilidade é a principal preocupação por trás da escolha do status de parceria limitada. A parceria limitada também é atraente para empresas que desejam fornecer ações a muitas pessoas sem a obrigação tributária adicional de uma corporação. As empresas de private equity usam quase exclusivamente uma combinação de parceiros gerais e limitados para seus fundos de investimento. As parcerias limitadas bem conhecidas incluem Enterprise Products e Blackstone Group (empresas públicas), e Bloomberg L.P. (empresa privada).
Antes de 2001, a responsabilidade limitada exercida por parceiros limitados estava condicionada à sua abstenção de assumir qualquer papel ativo na administração da empresa. No entanto, a Seção 303 da Lei de Parceria Limitada Uniforme Revisada (se adotada por uma legislatura estadual) elimina a chamada "regra de controle" com relação à responsabilidade pessoal pelas obrigações da entidade e coloca parceiros limitados em paridade com membros da LLC, parceiros LLP e empresas. acionistas.
As emendas de 2001 à Lei Uniforme de Parceria Limitada (na medida em que as emendas são adotadas pelo legislador estadual) também permitiram que parcerias limitadas se tornassem parcerias limitadas de responsabilidade limitada nos estados que adotam a mudança. Sob este formulário, as dívidas de uma parceria limitada de responsabilidade limitada são de responsabilidade exclusiva da parceria, removendo assim a responsabilidade do parceiro geral pelas obrigações da parceria. Essa alteração foi feita em resposta à prática comum de nomear uma entidade de responsabilidade limitada como um parceiro geral de 1% que controlava a parceria limitada e organizava os gerentes como parceiros limitados. Essa prática concedeu uma responsabilidade limitada de fato ao parceiro geral sob a estrutura da parceria.

### Reino Unido
No Reino Unido, as parcerias limitadas são regidas pela Lei de Parcerias Limitadas de 1907. O Departamento de Negócios, Empresas e Reforma Regulatória do Reino Unido (agora o Departamento de Inovação e Habilidades nos Negócios) consultou em 2008 sobre propostas para modificar e mesclar a Lei com a Parceria. Lei 1890, mas as propostas não foram adiante, e a Lei de 1907 continua sendo a Lei que rege.
A lei inglesa e a lei escocesa são distintas nas parcerias. Na lei inglesa, as parcerias limitadas não são entidades legalmente separadas: os parceiros são solidariamente responsáveis e quaisquer ações judiciais movidas são movidas contra os parceiros pelo nome. Houve uma discussão sobre se as parcerias limitadas que operam sob a lei inglesa devem ser feitas como entidades legais separadas da mesma maneira que as parcerias de responsabilidade limitada. O relatório da Comissão de Direito sobre a lei de parceria LC283 sugeriu que a criação de personalidade jurídica separada deveria ser deixada como uma opção para os parceiros decidirem quando uma parceria é formada. Havia preocupações de que a parceria automática de entidades jurídicas separadas restringisse sua capacidade de negociar em alguns países europeus e também os expusesse a diferentes regimes tributários do que o esperado.

### Japão
A lei japonesa historicamente prevê duas formas de negócios semelhantes a parcerias limitadas:
- Goshi gaisha, uma forma de corporação próxima (mochibun kaisha) com responsabilidade ilimitada para certos acionistas
- Tokumei kumiai (literalmente "parcerias anônimas"), uma forma de parceria na qual parceiros não operacionais têm responsabilidade limitada desde que permaneçam anônimos

Em 1999, a Dieta do Japão aprovou legislação permitindo a formação de "limited partnerships for investment" (投資事業有限責任組合, tōshi jigyō yūgen sekinin kumiai)  . São muito semelhantes às parcerias limitadas da Anglo-American, na medida em que adotam a maioria das disposições da lei geral de parcerias, mas prevêem responsabilidade limitada para determinados parceiros. Os lucros de uma parceria limitada de investimento são transferidos para todos os parceiros proporcionalmente à sua parcela de investimento. Para fins fiscais, lucros e perdas somente serão repassados ao(s) parceiro(s) geral(is) enquanto a parceria tiver patrimônio líquido negativo (ou seja, passivos que excedam os ativos); no entanto, lucros e perdas enquanto a parceria possui patrimônio positivo são compartilhados igualmente.

### Nova Zelândia
Na Nova Zelândia, as Parcerias Limitadas são uma forma de parceria que envolve os Parceiros Gerais (que são responsáveis por todas as dívidas e responsabilidades da parceria) e os Parceiros Limitados (que são responsáveis pela extensão de sua contribuição de capital para a parceria). A Lei de Parcerias Limitadas 2008 substitui as Parcerias Especiais existentes na Parte 2 da Lei de Parceria de 1908. Parcerias especiais são consideradas obsoletas, pois não fornecem a estrutura apropriada preferida pelos investidores estrangeiros em capital de risco.
Os recursos de parcerias limitadas incluem:
- uma lista de atividades nas quais os parceiros limitados podem participar enquanto não participam do gerenciamento da Parceria Limitada (atividades de porto seguro)
- uma vida útil indefinida, se desejado
- personalidade jurídica separada
- tratamento fiscal para parcerias limitadas.

Os registros de parcerias limitadas e parcerias limitadas no exterior são administrados pelo escritório de empresas da Nova Zelândia. O registro, a manutenção e o depósito anual de devoluções para parcerias limitadas e parcerias limitadas no exterior são realizados através de formulários manuais.

### Alemanha
Kommanditgesellschaft auf Aktien – abreviado KGaA - é uma designação corporativa alemã que significa 'parceria limitada por ações', uma forma de organização corporativa aproximadamente equivalente a uma parceria limitada principal. O Kommanditgesellschaft auf Aktien possui dois tipos de participantes. Possui pelo menos um parceiro com responsabilidade ilimitada (Komplementär). É nesse sentido uma empresa privada. Os complementos são pessoas singulares ou coletivas. Se a Komplementär for uma empresa com responsabilidade limitada, o tipo de empresa deverá ser nomeado como UG (haftungsbeschränkt) & Co. KGaA, GmbH & Co. KGaA, AG & Co. KGaA ou SE & Co. KGaA. Considerando os aspectos da liberdade de estabelecimento europeia, também é possível que as empresas estabelecidas de acordo com a lei estrangeira possam se tornar membros de um KGaA que forma empresas como a Limited & Co. KGaA.
O investimento dos parceiros com responsabilidade limitada (Kommanditisten) é o estoque da empresa (Grundkapital) e dividido em ações. Nesse caso, um KGaA é comparável a um Aktiengesellschaft alemão.
O investimento de todos os parceiros é o capital total da empresa (Gesamtkapital). O KGaA é um tipo tradicional de empresas familiares muito grandes (que são parcialmente negociadas em bolsa) na Alemanha; a gigante de produtos de consumo Henkel e a empresa farmacêutica Merck são exemplos proeminentes. No caso da Merck, além da família proprietária da Merck, os membros do conselho executivo são totalmente e privadamente responsáveis pela empresa (incluindo um período após a retirada). O clube de futebol alemão Borussia Dortmund também usa essa organização corporativa para seu time de futebol profissional.

### Dinamarca
Um kommanditselskab (K/S abreviado) é o equivalente dinamarquês da parceria limitada. Os proprietários são divididos em parceiros gerais (komplementarer em dinamarquês) e parceiros limitados (kommanditister em dinamarquês). Freqüentemente, o único parceiro geral de um K/S é um Anpartsselskab com o menor capital possível, reduzindo assim a responsabilidade do K/S para o capital do Anpartsselskab. 